# П'ястув
Пя́стув (пол. Piastów) — місто в центральній Польщі.
Належить до Прушковського повіту Мазовецького воєводства.
Належить до Варшавської агломерації.

## Демографія
Демографічна структура станом на 31 березня 2011 року:
|          | Загалом | Допрацездатний вік | Працездатний вік | Постпрацездатний вік |
| -------- | ------- | ------------------ | ---------------- | -------------------- |
| Чоловіки | 10932   | 2067               | 7563             | 1302                 |
| Жінки    | 12034   | 1881               | 7131             | 3022                 |
| Разом    | 22966   | 3948               | 14694            | 4324                 |